# Liphistius marginatus
Liphistius marginatus is een spinnensoort uit de familie Liphistiidae. De soort komt voor in Thailand.